# 天苑增二
波江座15，又名BD-22 1146，HD 20610、SAO 168452、HR 994，是波江座的一颗恒星，视星等为4.88，位于銀經213.26，銀緯-56.46，其B1900.0坐标为赤經3h 13m 56.8s，赤緯-22° -56.46′ 36″。